# مايك كالاغان
مايك كالاغان (بالإنجليزية: Mike Callaghan)‏ هو محامي أمريكي، ولد في 31 مارس 1963 في ريتشوود في الولايات المتحدة.